# Actinonema pachydermatum
Actinonema pachydermatum är en rundmaskart som beskrevs av Nathan Augustus Cobb 1920. Actinonema pachydermatum ingår i släktet Actinonema och familjen Chromadoridae. Arten är reproducerande i Sverige. Inga underarter finns listade i Catalogue of Life.